# 江別市立野幌小学校
江別市立野幌小学校（えべつしりつ のっぽろしょうがっこう）は、北海道江別市西野幌にある公立小学校。
江別市内唯一の小規模特認校。

## 沿革[1]
- 1896年（明治29年）10月 - 野幌尋常小学校創設、修業4か年[2]。
- 1908年（明治41年）4月 - 修業年限6か年となる。
- 1916年（大正5年）
  - 11月 - 野幌実科農学校を併置。
  - 12月 - 志文別簡易教習所併合、現在地移転。
- 1927年（昭和2年）4月 - 高等科設置、野幌尋常高等小学校と改称。
- 1937年（昭和12年）4月 - 野幌国民学校と改称。
- 1947年（昭和22年）
  - 4月 - 江別町立野幌小学校と改称。
  - 5月 - 第二中学校野幌分校を併置。
- 1948年（昭和23年）10月 - 校歌制定。
- 1949年（昭和24年）4月 - 校章制定。
- 1953年（昭和28年）7月 - 江別町に市制施行により、江別市立野幌小学校と改称。
- 1954年（昭和29年）10月 - 校舎改築（旧レンガ校舎）。
- 1959年（昭和34年）3月 - 野幌分校を廃し、野幌中学校独立。
- 1966年（昭和41年） - 新野幌小学校を統合。
- 1971年（昭和46年）11月 - 校舎増改築（旧特別教室）。
- 1988年（昭和63年）11月 - 校旗作成。
- 1993年（平成5年）4月 - 江別市特認校として認可、開設。
- 1997年（平成9年）
  - 3月 - 校舎全面改築工事完了。
  - 11月 - 開校100周年・校舎落成記念式典開催、校庭・グラウンド造成工事完了。
- 1998年（平成10年）6月 - 全国森林レク「林野庁長官賞」受賞。
- 1999年（平成11年）
  - 6月 - 北海道共同募金会「優良学校賞」受賞。
  - 10月 - 中国教育部長（陳至立大臣）視察団来校。
- 2000年（平成12年）
  - 6月 - 中国招待訪問（6年修学旅行）。
  - 11月 - 愛林少年団30周年記念式典・祝賀会。
- 2003年（平成15年）9月 - 林野庁より学校林（3.5ha）指定。
- 2004年（平成16年）9月 - 学校林「元気の森」に「森の教室」完成。
- 2005年（平成17年）
  - 1月 - 愛林少年団、江別市青少年善行賞受賞。
  - 4月 - 愛鳥モデル校指定、新教育目標制定。
  - 9月 - 愛林少年団札幌方面交通安全協会会長賞受賞。
  - 11月 - 江教研学校課題研究発表会開催（英語活動）。
- 2007年（平成19年）5月 - 日本鳥類保護連盟賞受賞。
- 2008年（平成20年）2月 - 青少年善行賞受賞。
- 2009年9月 - 江別市学校課題研究発表会開催。
- 2010年（平成22年）
  - 4月 - 愛林少年団結成40周年記念　赤松の苗木6本を移植。
  - 6月 - 愛林少年団結成40周年記念大運動会開催。
- 2011年（平成23年）4月 - 赤松の苗木5本を移植。
- 2015年（平成27年）3月 - 卒業制作として「原始林を愛し、守るための啓発看板」を作成し、設置。

## 学校教育目標
こころやさしく けんこうな子
みずからかんがえ やりぬく子

## 通学区域
- 東野幌（上江別小学校、東野幌小学校、野幌若葉小学校の通学区域を除く全域）[3]
- 西野幌（野幌若葉小学校、文京台小学校の通学区域を除く全域）

## 進学先中学校
- 江別市立野幌中学校

## 交通アクセス
- 北海道旅客鉄道（JR北海道）函館本線 野幌駅前より、ジェイ・アール北海道バス空知線 江92共栄系統「登満別」バス停下車。